# Pachira cubensis
Pachira cubensis là một loài thực vật có hoa trong họ Cẩm quỳ. Loài này được (A.Robyns) Fern.Alonso mô tả khoa học đầu tiên năm 2003.